# プラズマ放電式脱臭
プラズマ放電式脱臭（プラズマほうでんしきだっしゅう）は、プラズマを利用した脱臭の仕組みである。
プラズマとは、帯電体が大量に電荷を失ったり熱分解によって電離した気体の状態のこと。プラズマ状態では、電子やイオンのような帯電粒子と中性のラジカルをにおい分子や有害ガスと接触させることにより、水や二酸化炭素に分解することが可能となる。
例えば、フィルターなしの集塵板タイプの空気清浄機では、本体内部の高電圧発生ユニットより高電圧を集塵板に供給し、集塵板と放電板の間の電位差で生じる静電気を利用してファンから入る汚れた空気を集塵板に吸着し、浄化した空気のみを外部に排出している。